# Пунктуация
В лингвистике термин пунктуа́ция (ср.-век. лат. punctuatio, от лат. punctum — точка) имеет несколько значений:
- система знаков препинания в письменности какого-либо языка;
- правила их постановки в письменной речи.

Пунктуация делает наглядным синтаксический и интонационный строй речи, выделяя отдельные предложения и члены предложений, что облегчает устное воспроизведение написанного.
Знаки препинания не являются частями речи.

## История
С. К. Булич в Энциклопедическом словаре Брокгауза и Ефрона (1907 год) употребляет термин интерпу́нкция (от лат. interpūnctio; синоним пунктуации) и описывает происхождение системы знаков препинания так:

Термин interpunctio — римского происхождения, но само начало её неясно. Была ли известна интерпункция Аристотелю — не выяснено. Во всяком случае, зачатки её были у греческих грамматиков. Само понятие, однако, у древних греческих и римских грамматиков отличалось от современного. Пунктуация древних имела, главным образом, в виду ораторские требования (произнесение речи, её декламацию) и состояла в постановке простых точек на конце предложений или в употреблении абзацев, называвшихся строчками или стихами (лат. versus, др.-греч. στιχοί). Новая пунктуация ведёт своё начало не от этой древнейшей, а от интерпункции александрийской эпохи, изобретенной грамматиком Аристофаном и разработанной позднейшими грамматиками. К концу VIII в. она, однако, настолько пришла в забвение, что Варнефрид и Алкуин, современники Карла Великого, должны были заново вводить её. Греки употребляли сначала только один знак — точку (др.-греч. στιγμή), которая ставилась то вверху строчки, то посреди её, то внизу (στιγμὴ τελεία, μέση, ὑποστιγμή Дионисия Фракийского). Другие греческие грамматики, как Никанор (живший немногим позже Квинтилиана), употребляли иные системы интерпункции (у Никанора было восемь знаков, у других — четыре и т. д.), но все они смешивали синтаксическую сторону речи с логической и не выработали никаких определённых правил (см. Steinthal, «Geschichte der Sprachwissenschaft bei d. Griechen und Römern», т. II, Берлин, 1891, стр. 348—354). Такая же неопределенность господствовала и в средние века, приблизительно до XV в., когда братья-типографщики Мануции увеличили число знаков препинания и подчинили их употребление определённым правилам. Их, собственно, и следует считать отцами современной европейской пунктуации, в которой с того времени не было сделано никаких существенных изменений. Тем не менее, интерпункция различных современных европейских народов в некоторых чертах существенно различна. Так, в английском ставится часто запятая или тире перед and (и) и совсем не употребляется перед относительными предложениями (как и во французском). Самая сложная и наиболее точная интерпункция — немецкая. Теория её очень подробно изложена у Беккера («Ausführliche Deutsche Grammatik», 2 изд., Франкфурт, 1842), а история и характеристика — у Bieling’a: «Das Prinzip der Deutschen Interpunction» (Берлин, 1886).
Старославянская интерпункция следовала греческим образцам. Русская пунктуация — очень близкий сколок с немецкой и представляет те же достоинства. Изложение её можно найти у Якова Грота: «Русское правописание». В ней употребляются следующие знаки препинания: запятая, точка с запятой, двоеточие, точка, многоточие, вопросительный и восклицательный знаки, тире, скобки, кавычки.

## Система русской пунктуации
Система современной русской пунктуации складывалась с XVII—XVIII веков на основе достижений в разработке теоретических вопросов грамматики, в частности теории синтаксиса. Система пунктуации обладает гибкостью: наряду с обязательными правилами она содержит указания, не имеющие строго нормативного характера и допускающие варианты, связанные не только со смысловой стороной письменного текста, но и с его стилистическими особенностями.
В истории русской пунктуации по вопросу о её основах и назначении выделились три основных направления: логическое, синтаксическое и интонационное.

### Логическое направление теории пунктуации
Теоретиком логического, или смыслового направления был Ф. И. Буслаев, который считал, что «…знаки препинания имеют двоякое значение: способствуют ясности в изложении мыслей, отделяя одно предложение от другого или одну его часть от другой, и выражают ощущения лица говорящего и его отношение к слушающему. Первому требованию удовлетворяют: запятая (,), точка с запятой (;), двоеточие (:) и точка (.); второму — знаки: восклицательный (!) и вопросительный (?), многоточие (…) и тире (—)».
В современности смысловое понимание основ русской пунктуации (к ней близка немецкая пунктуация, но расходится с нею французская и английская пунктуация) нашло своё выражение в работах С. И. Абакумова и А. Б. Шапиро.
- Первый из них отмечает, что «основное назначение пунктуации заключается в том, чтобы указывать расчленение речи на части, имеющие значение для выражения мысли при письме». Хотя, как указывает дальше С. И. Абакумов, «употребление большинства знаков препинания в русском письме регулируется по преимуществу грамматическими (синтаксическими) правилами», он, однако, считает, что «в основе правил всё же лежит смысл высказывания».
- А. Б. Шапиро находит, что «основная роль пунктуации — обозначение тех смысловых отношений и оттенков, которые, будучи важны для понимания письменного текста, не могут быть выражены лексическими и синтаксическими средствами».

### Интонационное направление
Представители интонационной теории полагают, что знаки препинания служат для обозначения ритмики и мелодики фразы (Л. В. Щерба), что в большинстве случаев отражают не грамматическое, а декламационно-психологическое расчленение речи (А. М. Пешковский).
Несмотря на значительное расхождение взглядов представителей разных направлений, общим у них отмечается признание коммуникативной функции пунктуации, являющейся важным средством оформления письменной речи. Знаки препинания указывают на смысловое членение речи. Так, точка обозначает законченность предложения в понимании пишущего; постановка запятых между однородными членами предложения показывает синтаксическое равноправие элементов предложения, выражающих равноправные понятия, и т. д.